# Дюсарт, Корнелис
Корнелис Дюсарт (нидерл. Cornelis Dusart; 24 апреля 1660, Харлем — 1 октября 1704, Харлем) — голландский рисовальщик, живописец и гравёр «Золотого века голландской живописи» бытового и пейзажного жанров.

## Жизнь и творчество
Родился в Харлеме, провинция Северная Голландия. Был сыном композитора, карильониста и органиста Жоана Дюсарта (Joan Dusart). С 1675 по 1679 год Дюсарт учился у Адриана ван Остаде. В 1679 году был принят в харлемскую Гильдию Святого Луки. Стиль его живописи схож с работами его наставника. Подобно своему учителю Корнелис Дюсарт изображал сцены из жизни голландских крестьян без прикрас, грубо и с неподражаемым юмором. Особенно примечательны его рисунки, выполненные цветными мелками и акварелью.
Помимо живописи и рисунка Дюсарт занимался офортом и гравировал «чёрной манерой», то есть в технике меццо-тинто.
Картины Дюсарта находятся, в частности, в музеях Амстердама, Дрездена. В санкт-петербургском Эрмитаже имеется две картины художника.

## Галерея

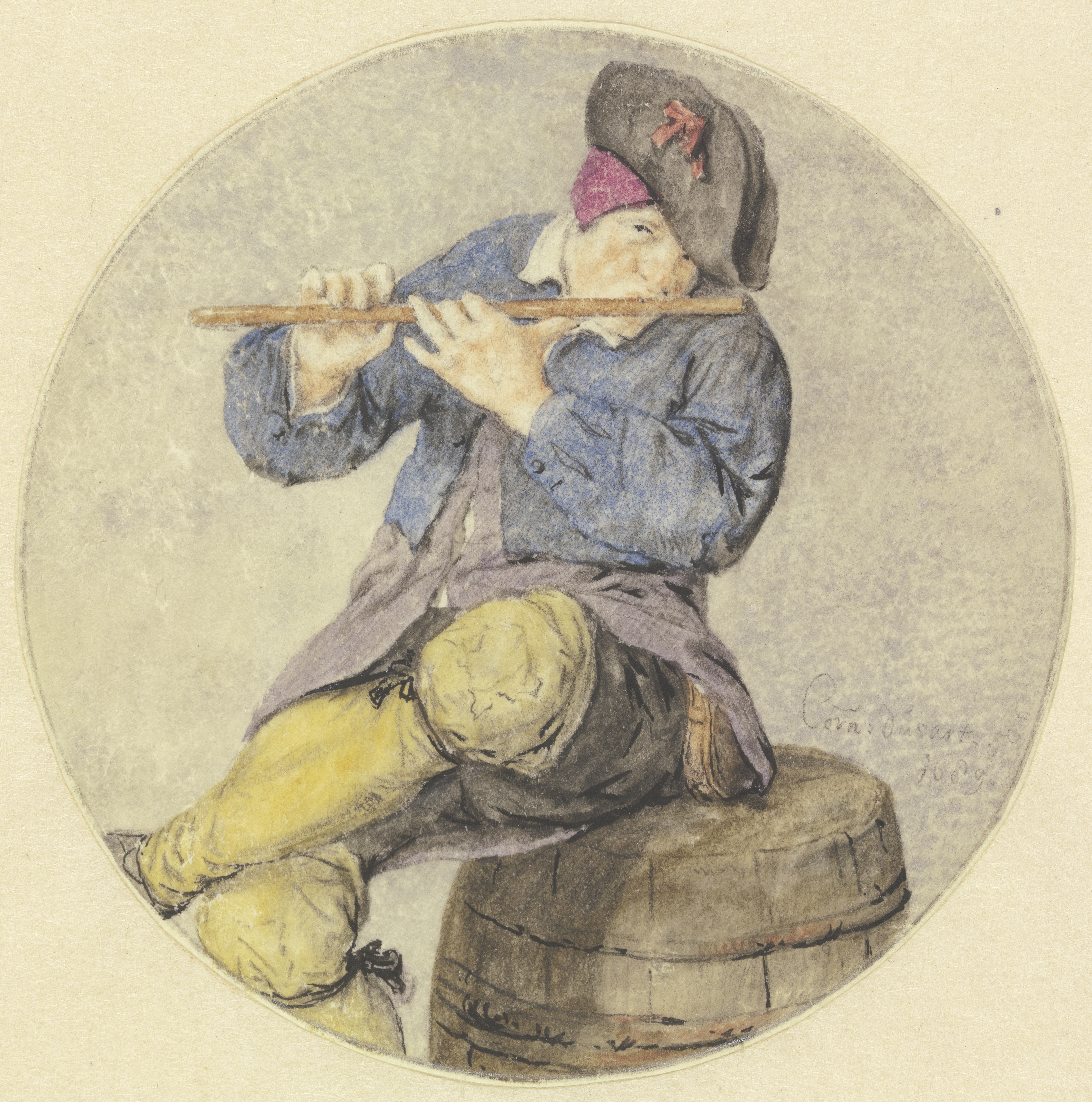
Флейтист, сидящий на бочке. 1689. Бумага, карандаш, акварель. Штеделевский художественный институт, Франкфурт-на-Майне
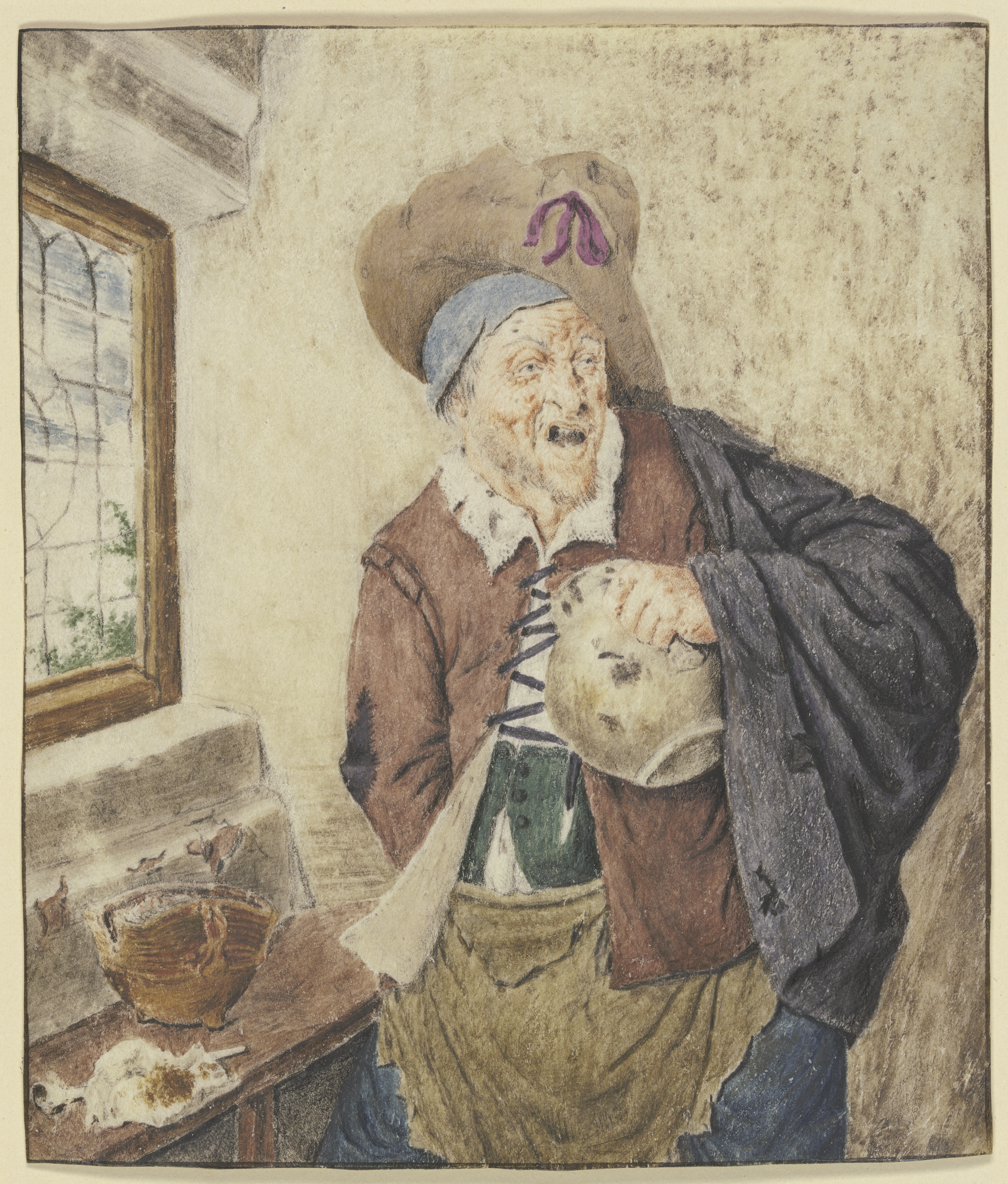
Крестьянин в лохмотьях и с кувшином в руке. 1680-е. Бумага, мелки (пастель?), акварель. Штеделевский художественный институт, Франкфурт-на-Майне
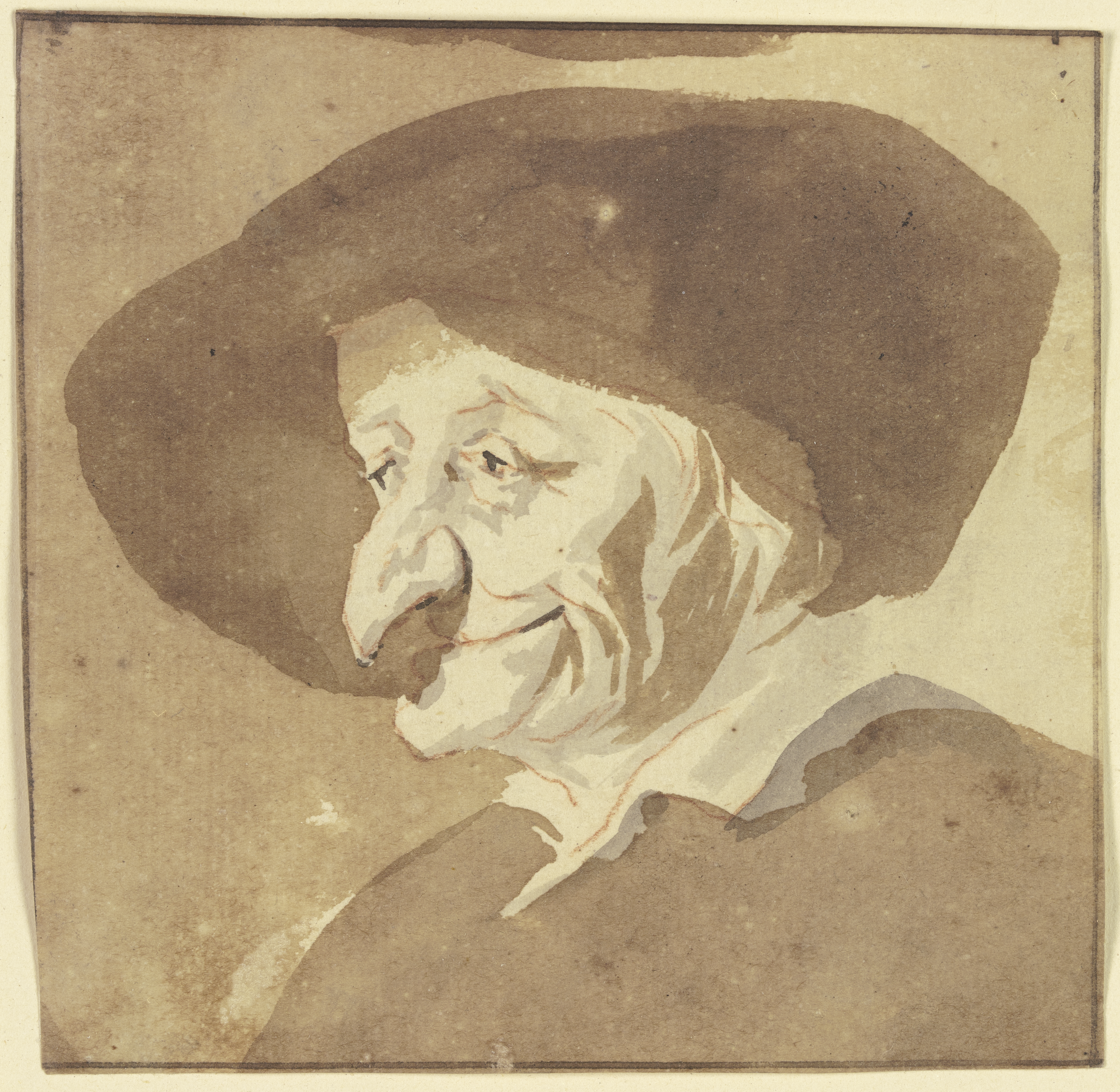
Отвратительная голова. 1680-е. Бумага, акварель. Штеделевский художественный институт, Франкфурт-на-Майне
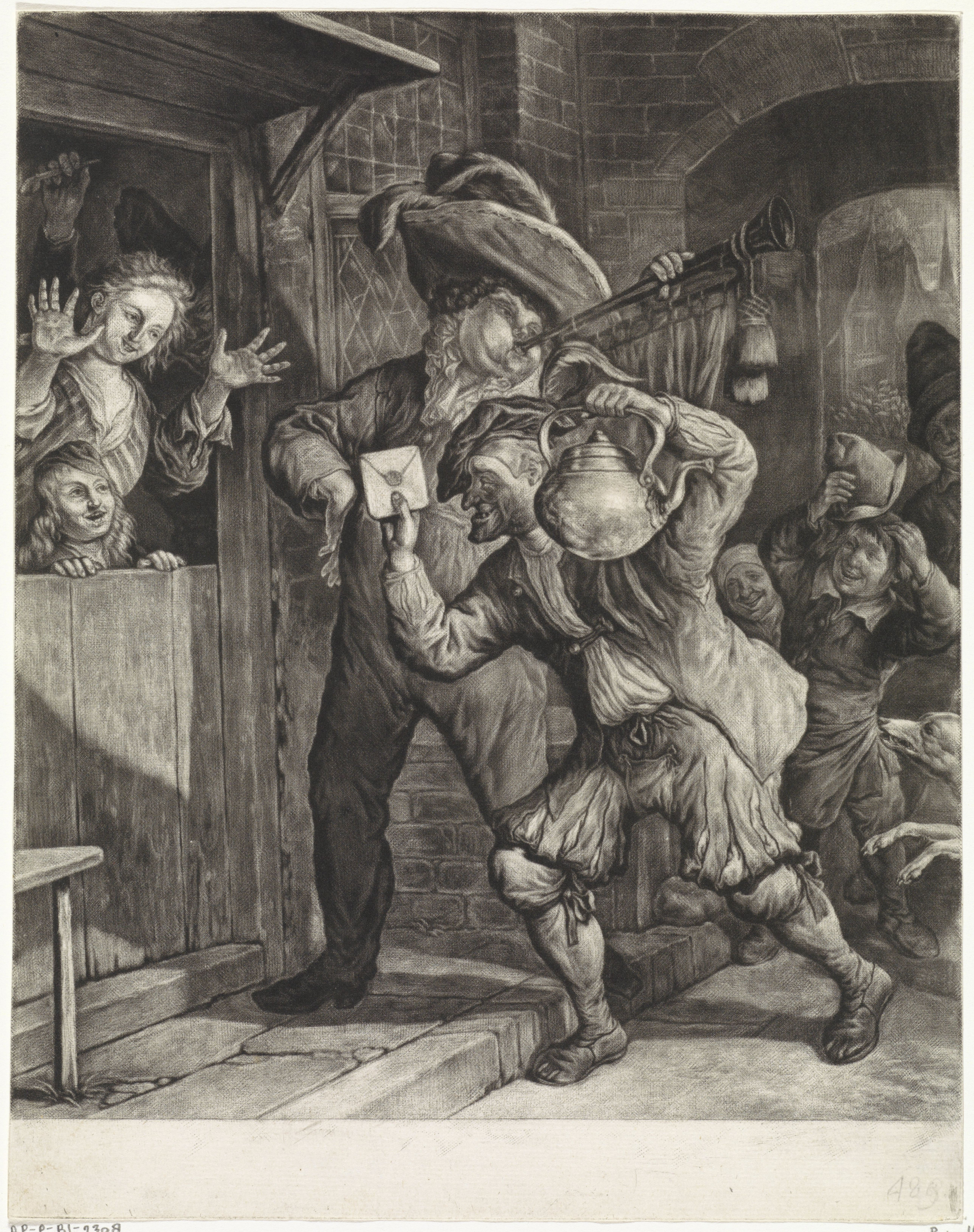
Лотерея Гроотбрук. 1694. Меццо-тинто
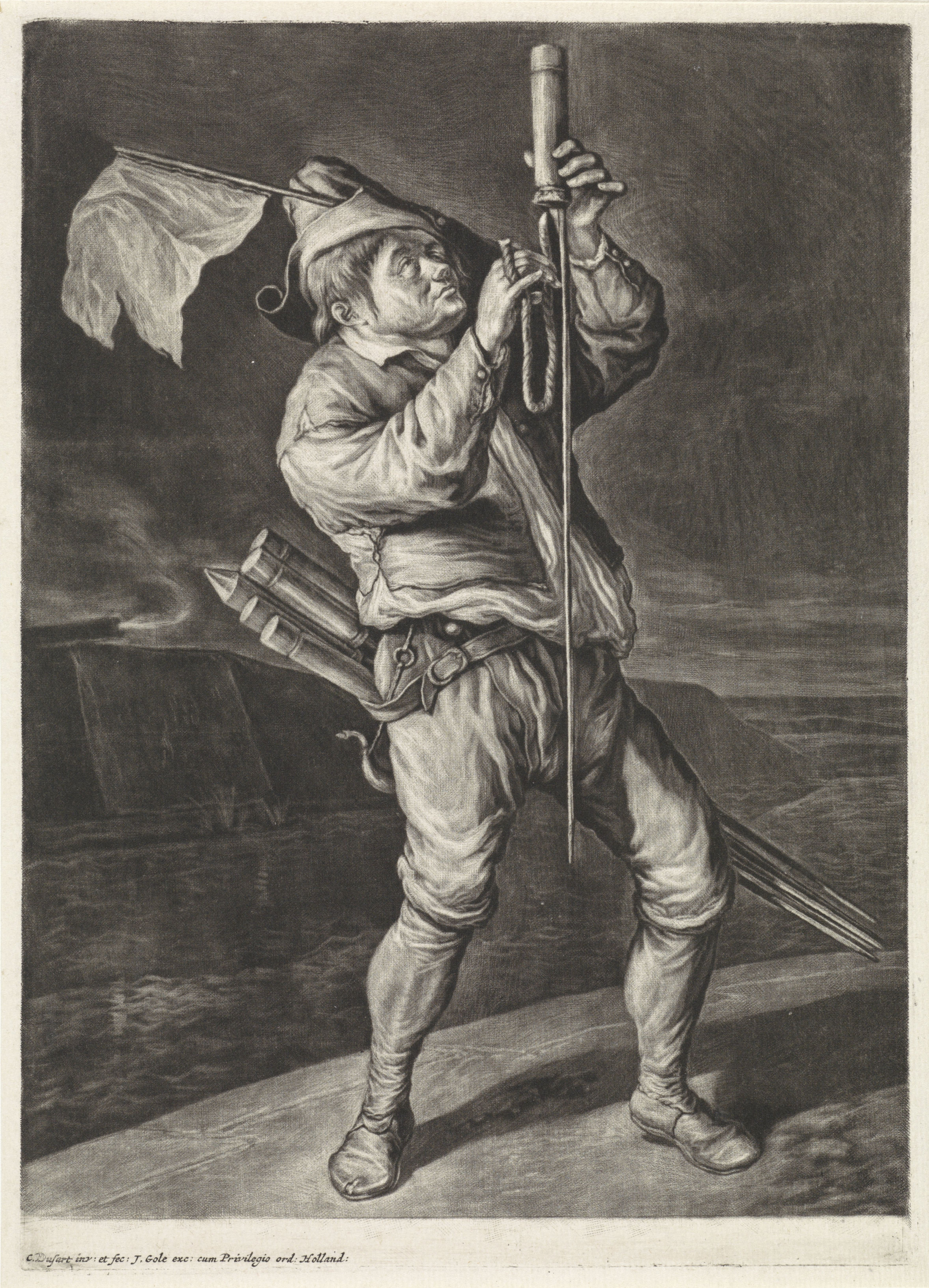
Человек с сигнальной ракетой. Из серии «Всеобщая радость по поводу захвата Намюра штатгальтером Вильгельмом III, королем Англии, сентябрь 1695». Меццо-тинто
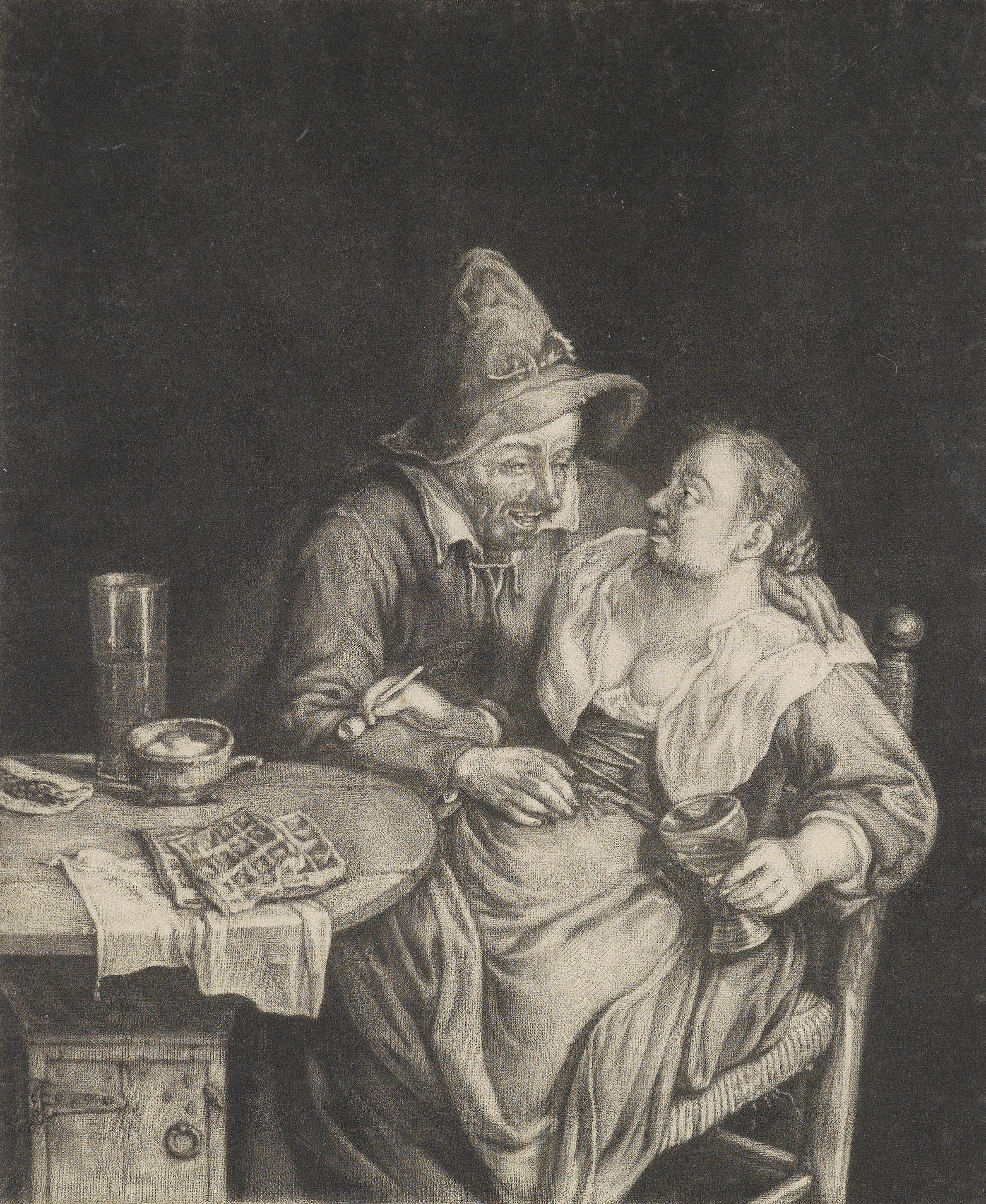
Любовная пара. Ок. 1690. Меццо-тинто
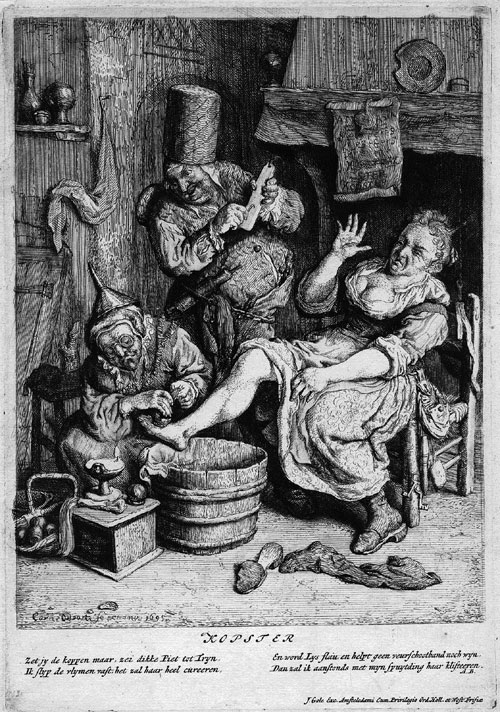
Копстер (лекарь-шарлатан). Ок. 1690. Офорт
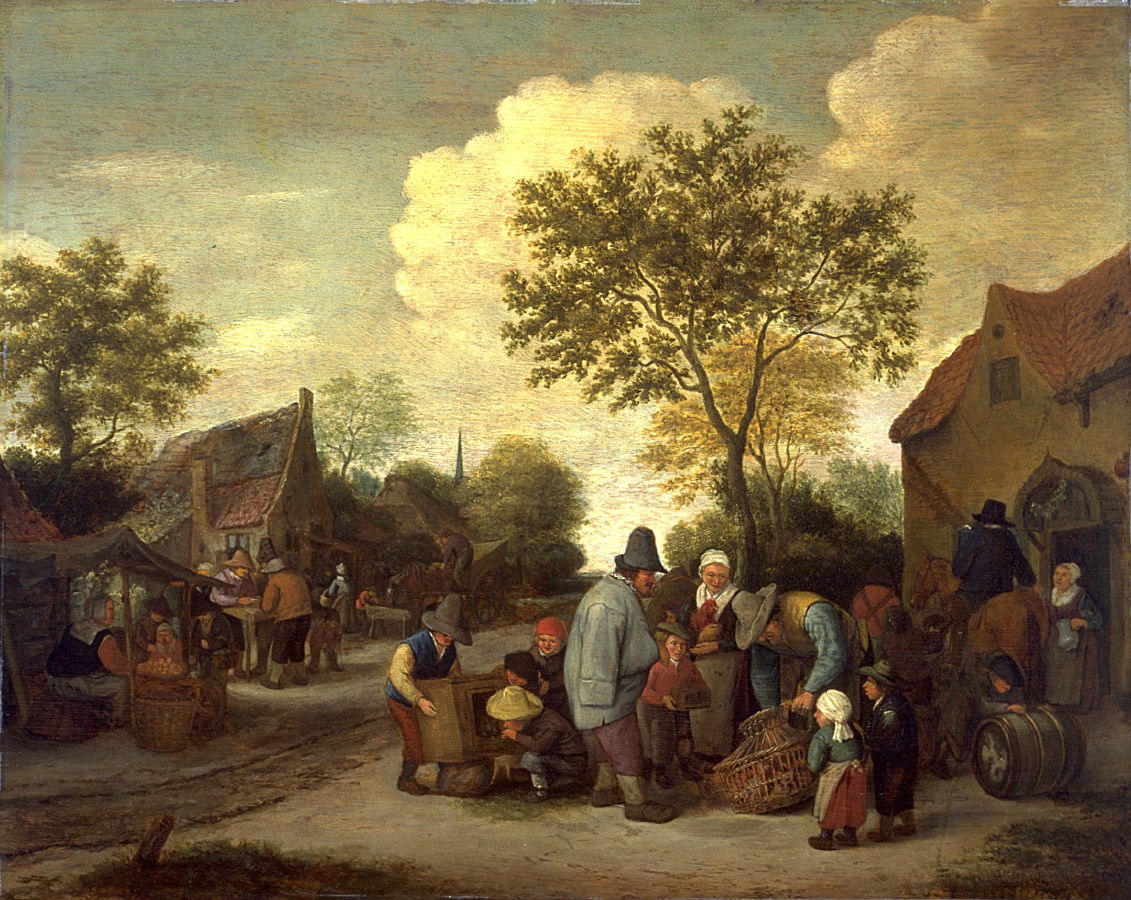
Деревенская сцена. Ок. 1680. Холст, масло. Музей изобразительных искусств Сан-Франциско, Калифорния, США
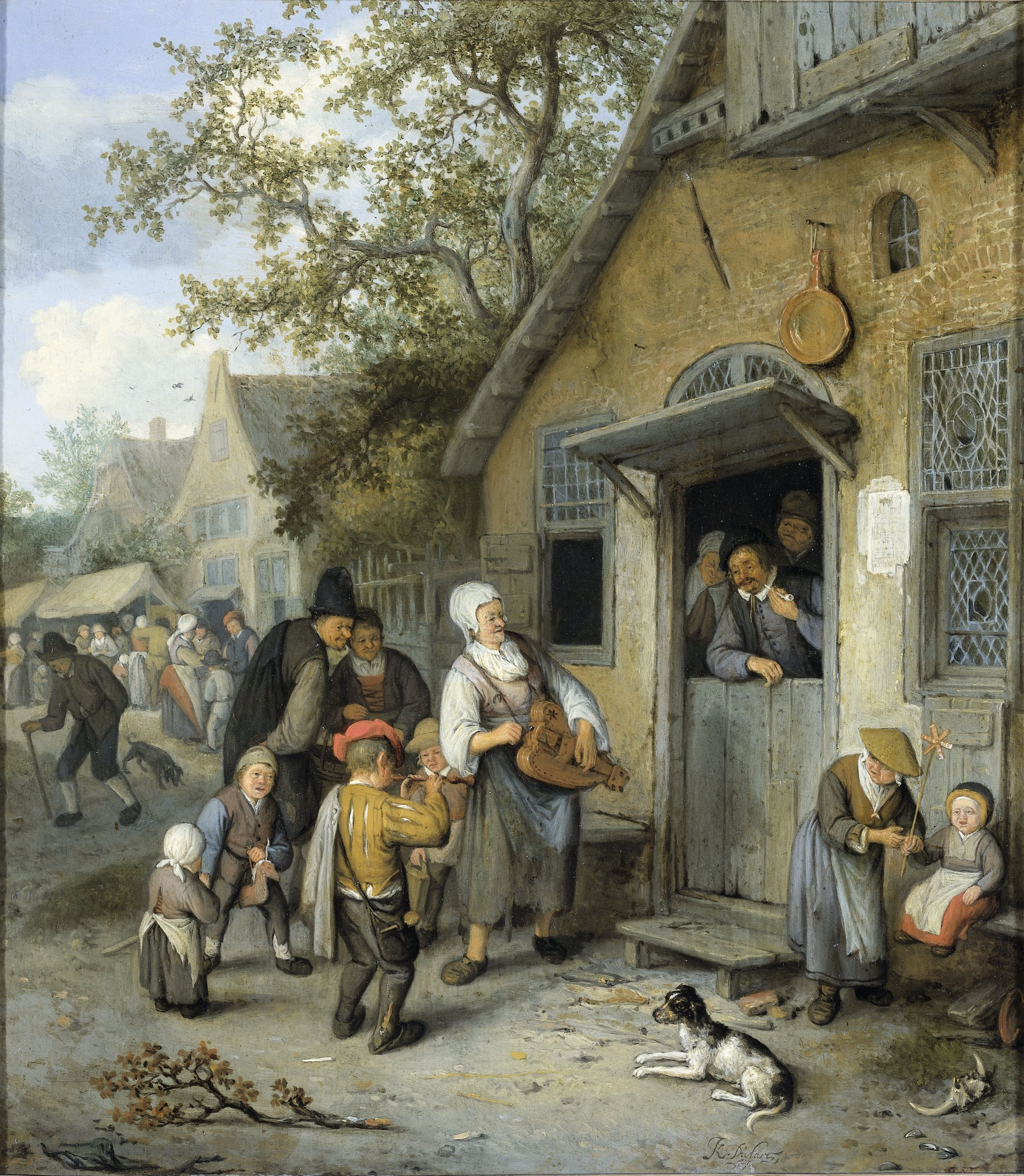
Кермесс (народный праздник). Между 1680 и 1704. Дерево, масло. Рейксмюсеум, Амстердам
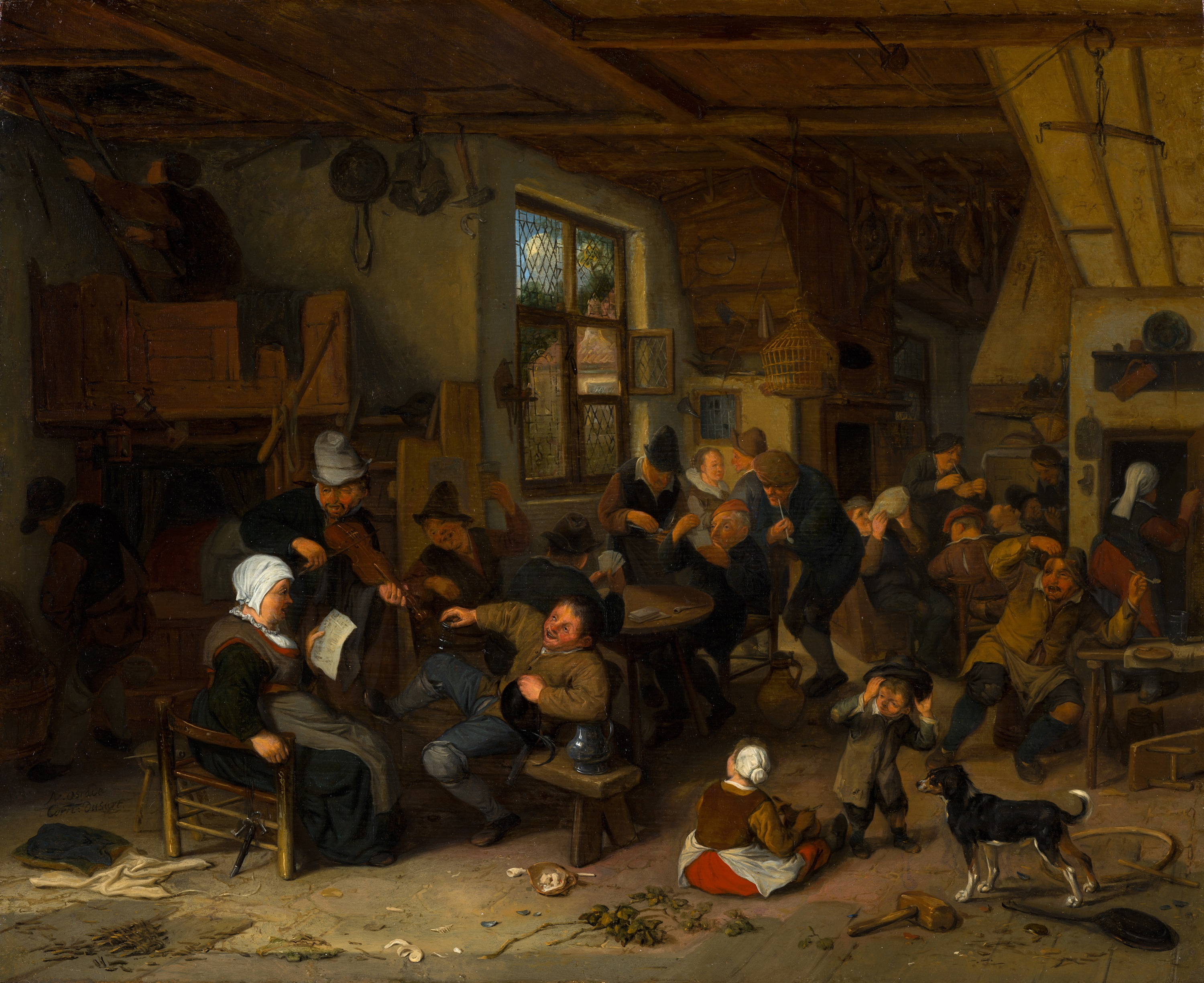
Крестьянская гостиница. Между 1680 и 1704. Дерево, масло. Маурицхёйс, Гаага
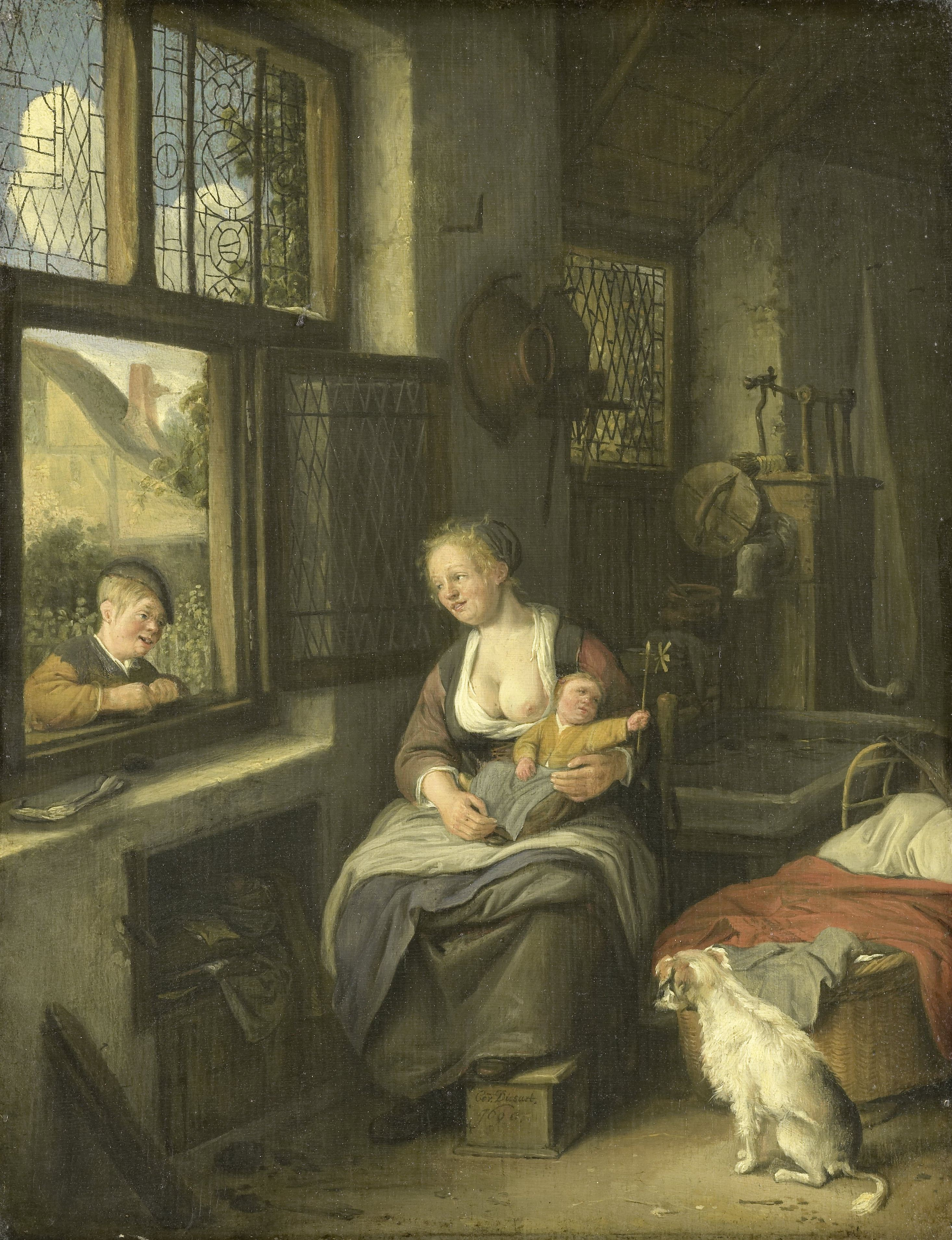
Мать со своими детьми. 1690.
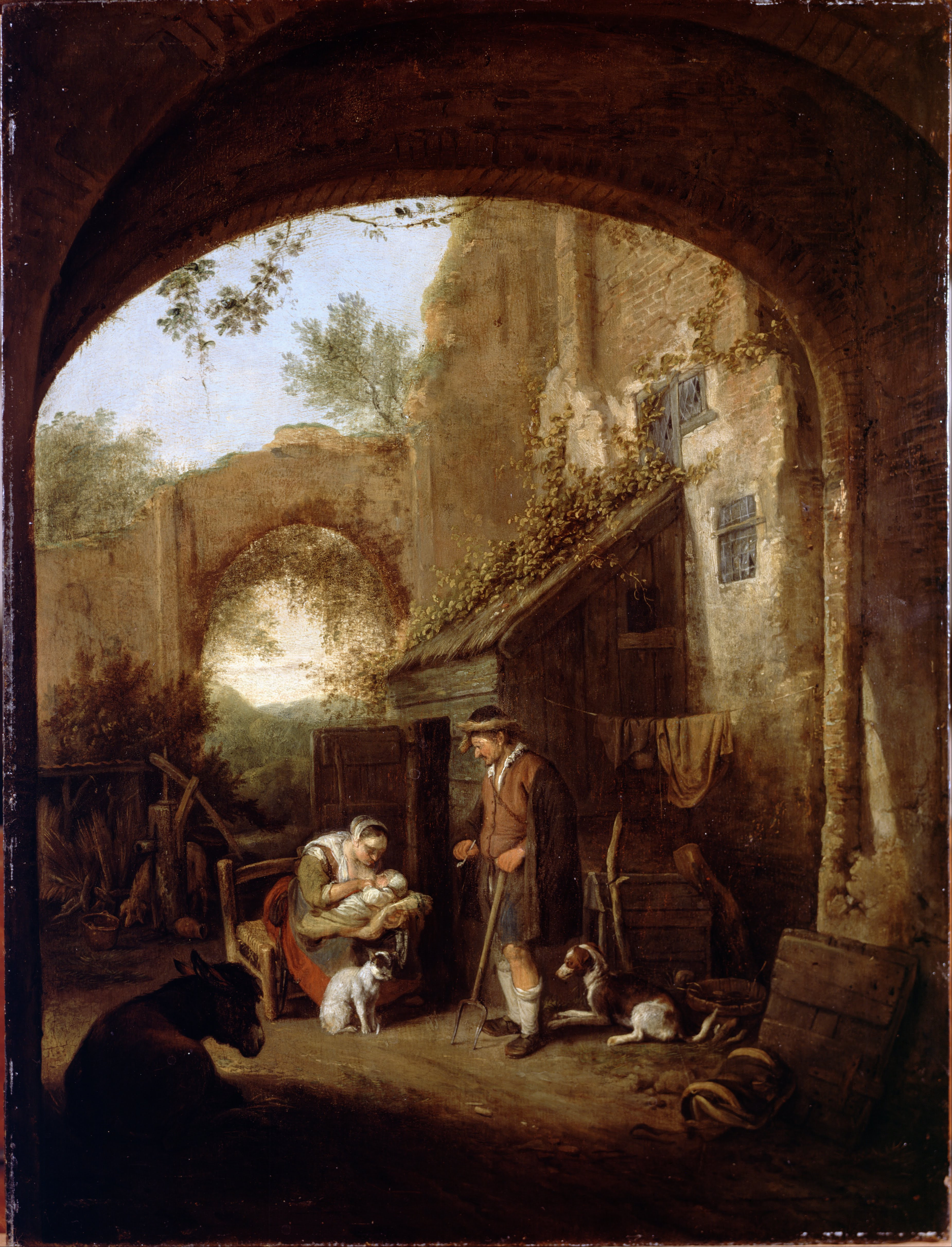
Фигуры во дворе старого здания. 1682. Дерево, масло. Далиджская картинная галерея, Лондон